# Helianthemum syriacum
Helianthemum syriacum är en solvändeväxtart. Helianthemum syriacum ingår i släktet solvändor, och familjen solvändeväxter.

## Underarter
Arten delas in i följande underarter:
- H. s. syriacum
- H. s. thibaudii

## Bildgalleri

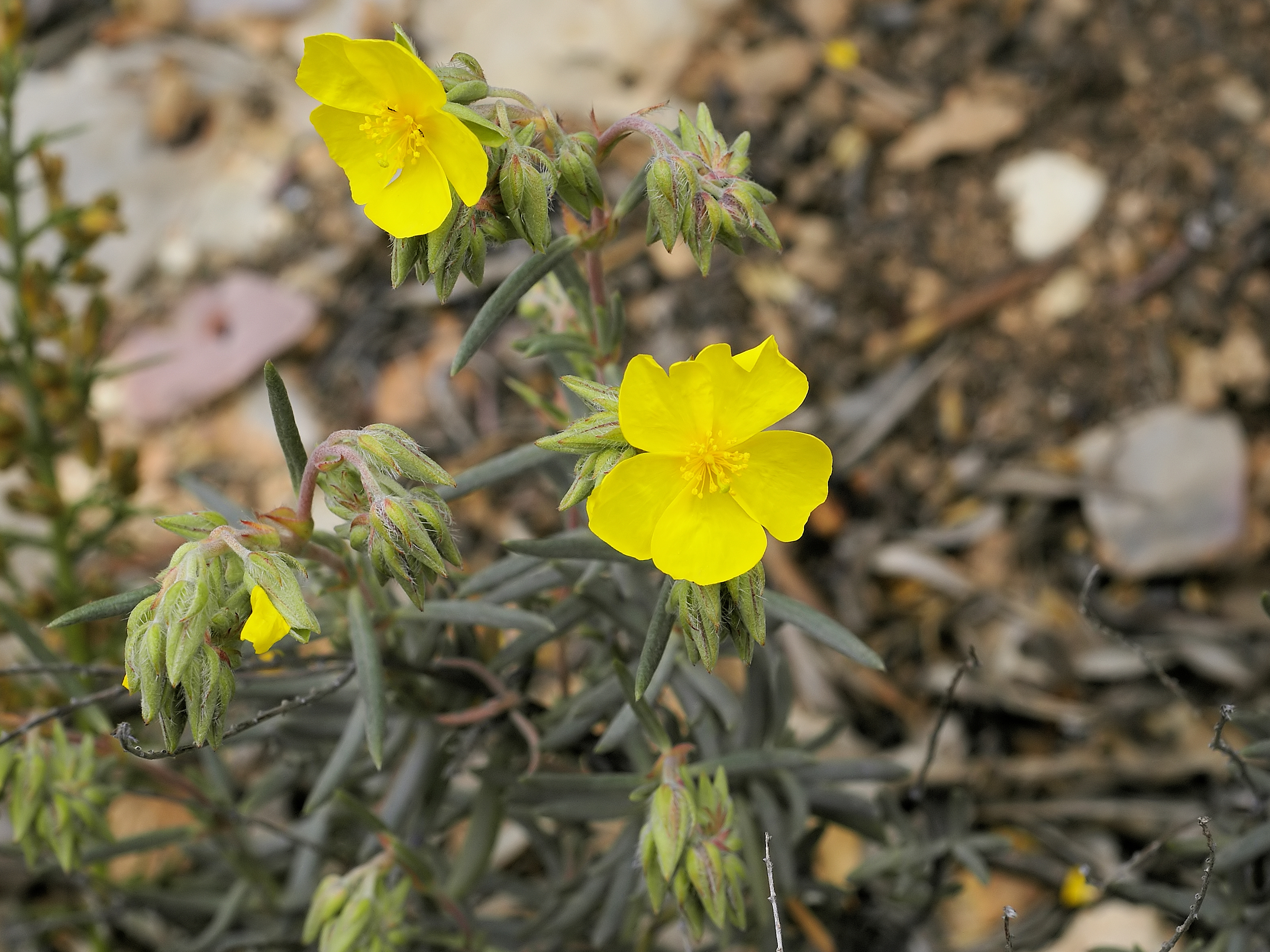
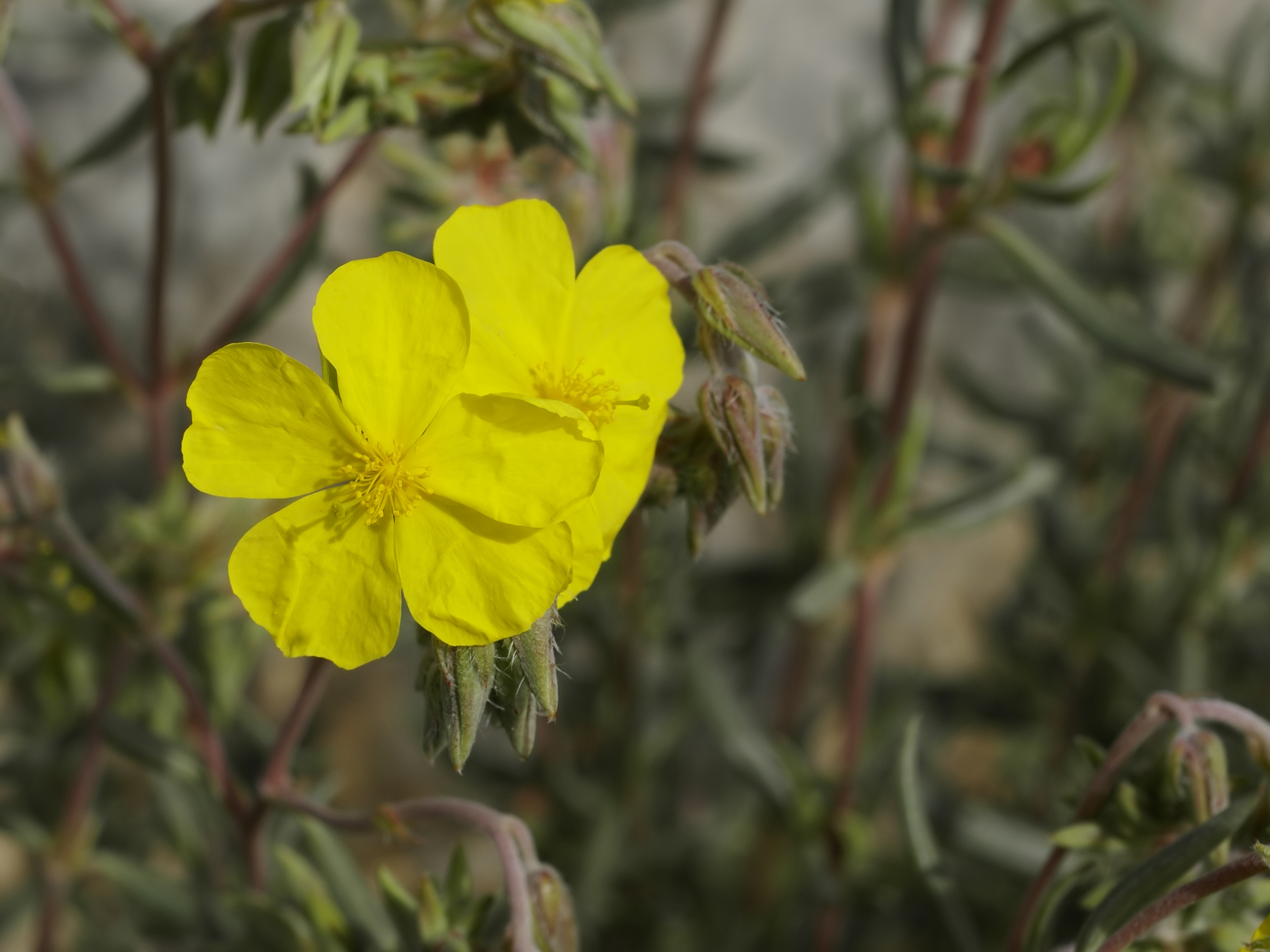
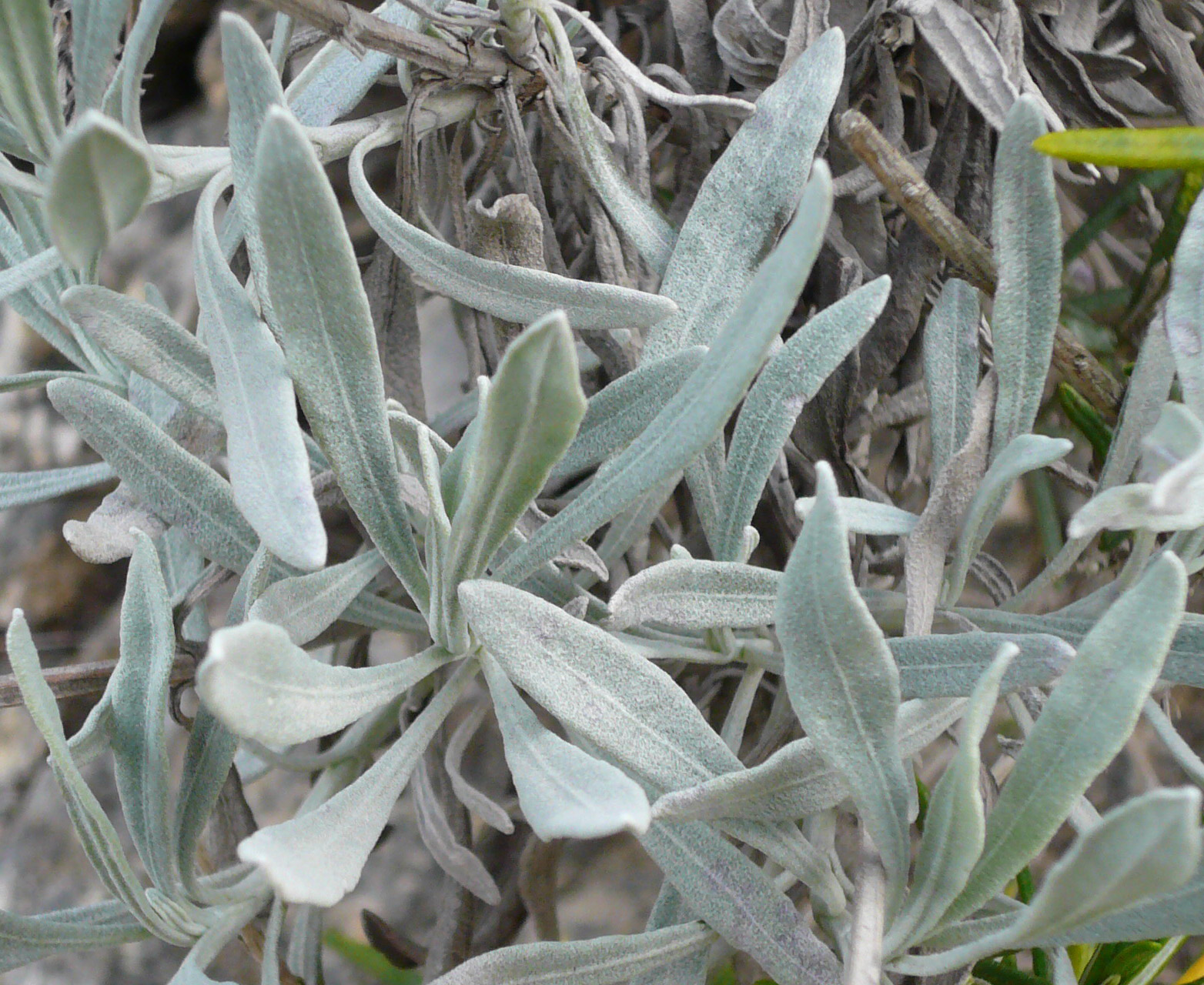